# Liveri
Liveri é uma comuna italiana da região da Campania, província de Nápoles, com cerca de 1.815 habitantes. Estende-se por uma área de 2 km², tendo uma densidade populacional de 908 hab/km². Faz fronteira com Carbonara di Nola, Domicella (AV), Marzano di Nola (AV), Nola, Palma Campania, San Paolo Bel Sito, Visciano.

## Demografia
| Variação demográfica do município entre 1861 e 2011                               |
|                                                                                   |
| Fonte: Istituto Nazionale di Statistica (ISTAT) - Elaboração gráfica da Wikipedia |